# Случанка
Случанка (пол. Słuczanka) — село в Польщі, у гміні Ґрудек Білостоцького повіту Підляського воєводства.
Населення — 68 осіб (2011).
У 1975-1998 роках село належало до Білостоцького воєводства.

## Демографія
Демографічна структура станом на 31 березня 2011 року:
|          | Загалом | Допрацездатний вік | Працездатний вік | Постпрацездатний вік |
| -------- | ------- | ------------------ | ---------------- | -------------------- |
| Чоловіки | 35      | 2                  | 19               | 14                   |
| Жінки    | 33      | 0                  | 13               | 20                   |
| Разом    | 68      | 2                  | 32               | 34                   |